# 城南街道 (兴仁市)
城南街道，是中华人民共和国贵州省黔西南布依族苗族自治州兴仁市下辖的一个街道办事处。
2015年1月21日，贵州省人民政府批复同意兴仁县乡镇行政区划调整，新设置的城南街道辖原城南街道城南社区、杨泗屯居委会、洛渭屯居委会、田坝居委会和原李关乡李关村、鹧鸪园村、大山脚村、保驹村及原东湖街道黄金社区文化南路以东、黄金路以南转至体育南路以南，办事处驻城南社区。

## 行政区划
城南街道下辖以下地区：
城南社区、杨泗屯社区、洛渭屯社区、田坝社区、李关村、大山脚村、鹧鸪园村和保驹村。